# Henry O'Brien (7e comte de Thomond)
Henry O'Brien (vers 1620 - 2 mai 1691) est un pair irlandais.

## Biographie
Il est le fils de Barnabas O'Brien (6e comte de Thomond) (en) et Anne Fermor. En 1641, il épouse sa cousine germaine Anne O'Brien (décédée en septembre 1645), fille de Henry O'Brien (5e comte de Thomond) (en), dont il a un fils:
- Henry O'Brien (Lord Ibrackan) (v. 1642 - 1678)

Après le décès d’Anne, il épouse Sarah Russell, fille de sir Francis Russell (2e baronnet) (en) et veuve de sir John Reynolds. O'Brian devient le beau-frère de Henry Cromwell, qui a épousé la sœur de Sarah, Elizabeth. O'Brian et Sarah ont cinq enfants:
- Henry, décédé en bas âge
- Henry Horatio, Lord Ibrackan (décédé en 1690), père de Henry O'Brien (8e comte de Thomond) (1688-1741).
- Elizabeth (d. 3 juin 1688), sans descendance
- Auberie Anne Penelope, mariée à Henry Howard (6e comte de Suffolk)
- Mary, mariée à Matthew Dudley, 2e baronnet